# Maison Saint Benoît
1° 44′ 57″ S, 29° 16′ 37″ E
La maison Saint Benoît est un couvent bénédictin situé à Kigufi, dans la province de l'Ouest, au Rwanda.

## Localisation
Kigufi est un village du Rwanda, en Afrique centrale, adjacent au lac Kivu, l'un des grands lacs de la vallée du Rift. Kigufi est situé dans la province de l'Ouest du Rwanda, dans le district de Rubavu, dans la section Nyamyumba, dans la cellule de Kiraga.
Le village est situé à l'extrémité nord du lac Kivu et est établi sur l'un des nombreux petits promontoires au sud de Rubavu (anciennement dénommée Gisenyi), la ville importante la plus proche, et donc est aussi proche de Goma, ville-frontière en République démocratique du Congo.

## Histoire
À l'époque coloniale, le Britannique Jack Mat Wilson Poelaert construit en 1947 le bâtiment qui abrite aujourd'hui les installations principales du couvent. Il aménage des jardins qui comportent une vaste gamme d'arbres remarquables et conduisent à la description actuelle du couvent comme étant « des terrains verts paradisiaques au bord du lac peuplés de nombreux oiseaux colorés et qui offre également une possibilité de bonne baignade ».
Le bâtiment était à l'origine la résidence de l'évêque du Rwanda et a été en 1959 la demeure du premier évêque africain dans les colonies belges, Aloysius Bigirumwami. La propriété est offerte à l'ordre bénédictin en décembre 1970.

## Le couvent
Les moniales de Saint Benoît vivent dans le domaine en priant et en travaillant selon les préceptes de Saint Benoît, qui a dit Ora et Labora. Elles exploitent une maison d'hôtes de trente chambres qui en fait « l'un des endroits les plus économiques et les plus attractifs pour séjourner dans la région de Rubavu ». Sœur Beata, l'une des cinq religieuses qui dirigent la maison d'hôtes, explique « Les religieuses aiment avoir des visiteurs, les recevoir n'est pas une affaire commerciale, c'est une partie de la mission. Nous voulons que vous vous sentiez chez vous ».
Les visiteurs signalent que le coucher du soleil est une joie à regarder et ressentent un sentiment de paix une fois qu'ils arrivent à Kagufi.